# 同人詞
同人詞是歌詞創作的一種。它是動漫文化、同人文化界別中的填詞作品。

## 創作形式
最常見的同人詞作品，是以該套動畫的外語原曲，填進與原動畫相關的本地語言歌詞，例如在《曉之車》條目中所列出的同人創作。有時，同人詞也會是一些借用別的歌曲，或以原創的歌曲，來填寫與動漫文化相關的歌詞。
除了以原創的歌曲來填詞外，由於同人詞大都使用已有的樂曲，因此它跟改編詞一樣，屬於二次創作。

## 創作風氣
同人詞的普及風氣，與原作動畫的歌曲本地化有關係。若該動畫受歡迎，卻不存在或只有很少中文版本歌曲，令愛好者無法以自己母語唱出；又或電視台的中文版本歌曲質素備受批評，那麼，該作品便較有機會產生出較多的同人詞作品。好像《心跳回憶》、《百變小櫻》、《鋼之鍊金術師》等動畫或遊戲，就引起了同人詞的創作風潮。
此外，同人詞的創作，亦可能與同人遊戲、同人廣播劇、MAD片、同人MV等其他同人創作互相配合。
常見的同人詞創作，有中文(粵語)、中文(普通話)、韓語、西班牙語、日語等語言。

## 與改編詞的異同
不論從創作的題材、內容、風氣或目的來看，同人詞與改編詞均不相同。改編詞必定以商業流行曲進行舊曲新詞創作。同人詞則可以用同好間創作的非商業歌曲，甚至自行作的曲來填寫，不過仍以填寫動畫本身的外語原曲為主。改編詞通常以當地的商業流行曲來填詞。同人詞則多以動畫原創地域的外語歌曲來填詞。
同人詞的填詞人或支持者，未必認同他作品是「改編」，而認為作品表達出原作和原作者意思，甚至勝於透過商業渠道發行的「官方」本地語言版本。他們創作時，通常亦直接採用原曲來填，不理會或不承認「官方」版本在編曲時對原曲作出的更改。

## 發佈途徑
同人詞的發佈主要有以下途徑：
- 以動漫為主題的論壇
- 網絡歌手上載自行演繹的作品之空間
- 在同人誌即賣會上舉行「同人詞發佈會」
- 透過學界動漫畫組織的創作比賽或交流活動

只以文字形式發佈，讀者未必聽過歌曲。同時因每人捉音有所不同，即使該歌詞是協音的，但讀者未必能順利唱出。
若以歌曲形式發佈，即使只在同好活動裏唱出，由於歌曲往往是動畫原有的歌曲，有可能被指為觸犯版權。縱然在日本的版權持有人對日本當地的同人詞表示容許，但在不同地區以版權操作盈利的組織（如香港的CASH）並不允許，同時它們未必有定好的申請合法授權之程序與價目。曾有同人詞填詞人多番主動聯絡，卻仍不果。 
若以自行創作的歌曲填寫同人詞，雖然可解決版權問題，但由於歌曲並非該動漫畫原有的，有不少受眾，甚至是同人詞填詞人，都覺得失卻同人詞本身的意義，在表達動漫原著、與動漫原著擁有「共同根元」上失了真，變成與普通歌曲創作無異。

## 同人詞作品
以下是一些曾在同人誌即賣會上公開過的同人詞的歌曲產物：
- 《心跳回憶》（同人廣播劇）
- 《浪客劍心》（同人廣播劇）
- 《ANGEL BUBBLES》（同人詞唱片）

## 相關活動
以下是一些同人詞相關的公開活動:
- 在CAGE等同人誌即賣會上的「同人詞發佈會」
- 香港大專動漫畫聯會的「全港動漫畫歌唱比賽」
- 中文大學動漫畫研究社主辦的「全港同人創作計劃」之「全港動畫歌曲填詞比賽」